# Кортенова сталь

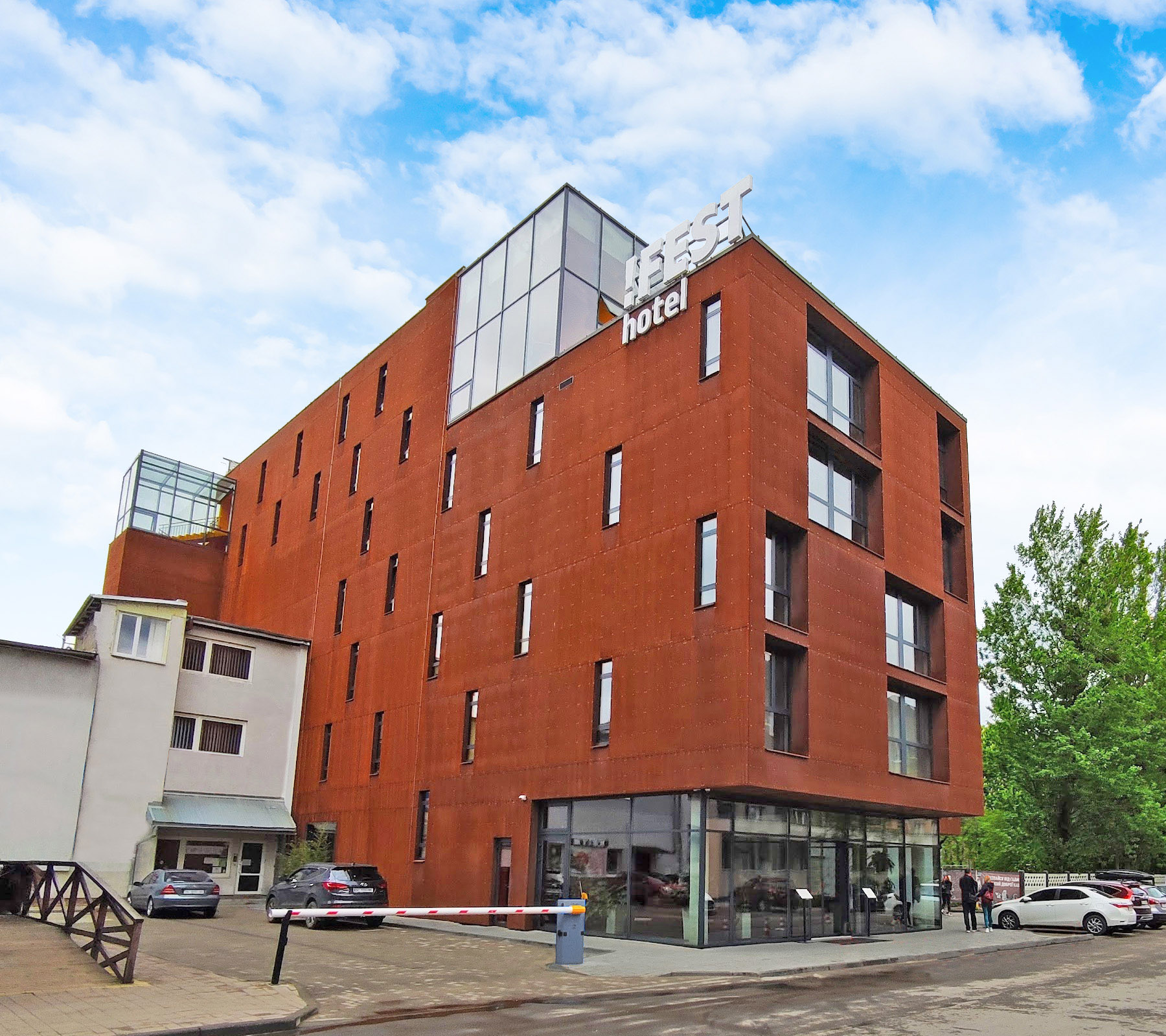
Фасад FEST Hotel у Львові зі сталі Cor-Ten виробництва Ruukki-SSAB

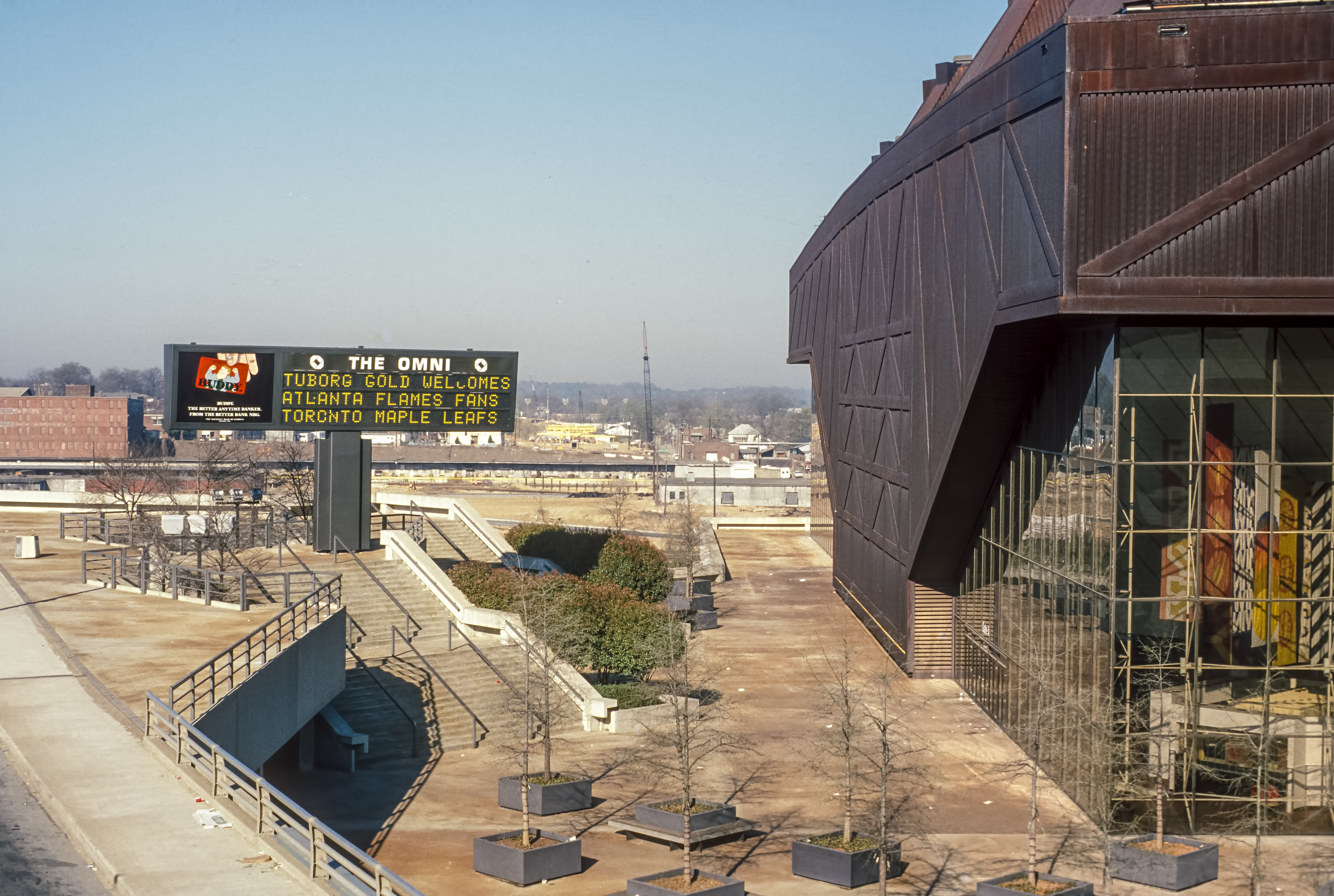
Стіни арени Omni Coliseum проіржавіли до дірок лише за 25 років експлуатації через несприятливий для кортенової сталі клімат Атланти

Кортенова сталь (англ. COR-TEN steel, часто також corten steel) — легована сталь, що, за певних умов, стійка до атмосферної корозії. Це група сталевих сплавів, що були розроблені для використання у важкій промисловості, суднобудуванні як конструкційний матеріал. Також використовуються як декоративний матеріал при створенні будівель, скульптурних композицій тощо.

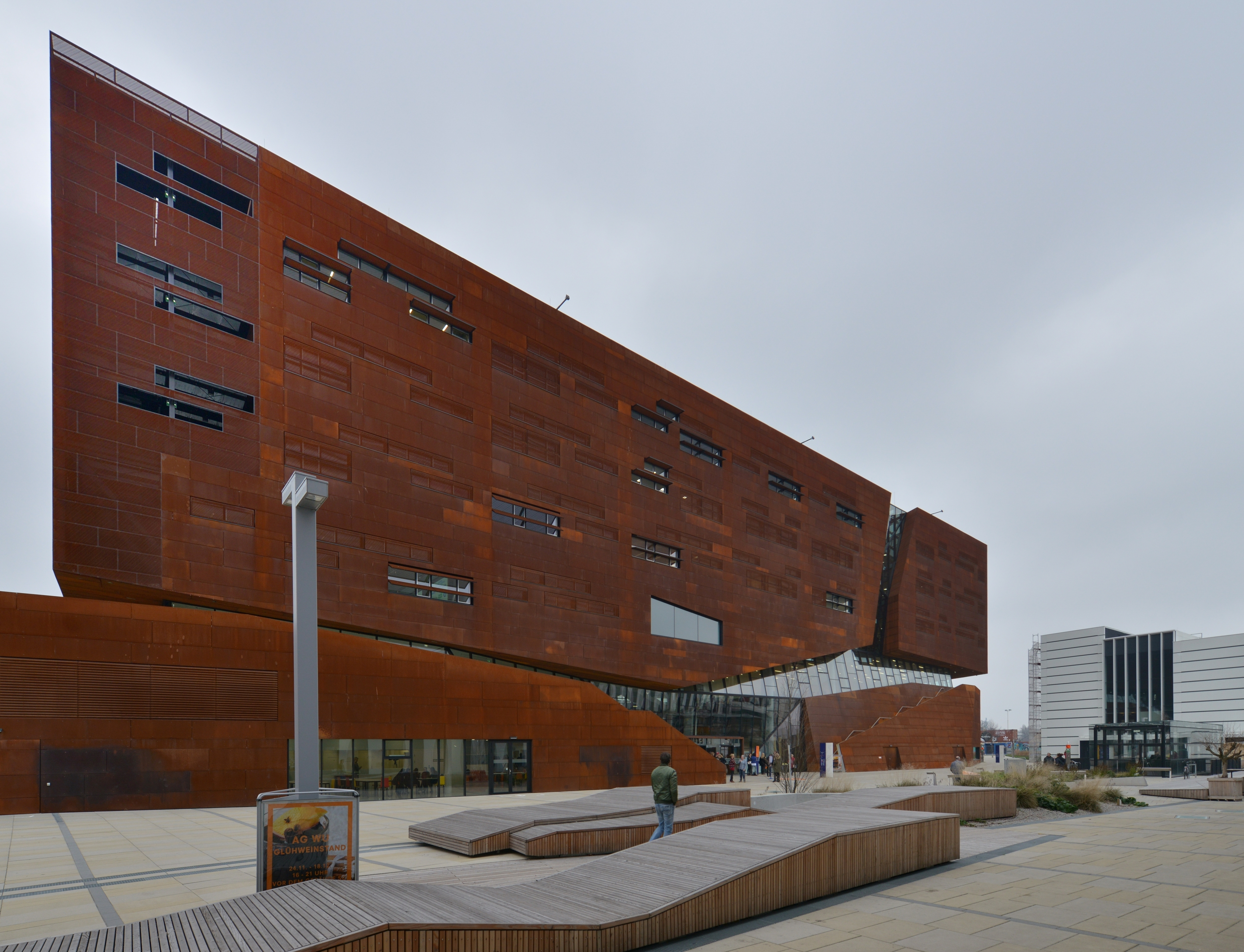
Віденський економічний університет, кампус

Особливістю таких сплавів є те, що сталь після певного часу (до кількох років) перебування на відкритому просторі піддається початковому окисленню, після чого набуває мідного кольору та більше не потерпає через негативний вплив довкілля. На поверхні сталі формується захисний шар, який і убезпечує її надалі від впливу атмосферної корозії. Така сталь не потребує фарбування чи іншого обслуговування.
COR-TEN — зареєстрована торгова марка United States Steel Corporation. Назва COR-TEN є похідною від двох основних відмінних властивостей цього типу сталі: corrosion resistance (корозійна стійкість) та tensile strength (міцність на розрив).
Початково розроблена сталь COR-TEN отримала найменування A242 («COR-TEN A») від ASTM International. Найменування новіших сплавів від ASTM — A588 (COR-TEN B) та A606 для тонких листів.
Традиційно кортенова сталь використовується не лише у промислових цілях, але й в будівництві. З такої сталі споруджують будівлі, а також використовуються її для реконструкції історичних споруд. Також з неї роблять витвори сучасного мистецтва — скульптурні композиції, пам'ятники, містки та інші малі архітектурні форми.
Що цікаво, кортенова сталь не постачається одразу в "іржавому" вигляді — на етапі постачання вона виглядає як  звичайна чорна вуглецева сталь, має стандартний металічний блиск. По суті, відрізнити сталь COR-TEN від рядової сталі, скажімо, S235 або S355 (Вст3сп або 09Г2С), практично неможливо, на перший погляд. Підтвердити справжність сталі можливо лише за сертифікатом якості, що видається виробником на кожне конкретне постачання.
Для того, щоб на поверхні сталі почала утворюватися патина, необхідно очистити сталь від консерваційного матеріалу (помити та почистити) і залишити на вулиці. “Іржа” почне з’являтися через кілька днів (залежно від погодних умов і ступеня агресивності довкілля).
При використанні у будівництві в несприятливих кліматичних умовах, корозія може продовжуватися нескінченно. Це призвело до передчасного старіння таких архітектурних об'єктів як арена Omni Coliseum в Атланті, яку замінили лише через 25 років після будівництва, та стадіону Aloha Stadium неподалік Гонолулу, який потребує дорогого ремонту.

## Особливості використання сталі Cor-Ten у будівництві[2]

### Фарбування сталі Cor-Ten
Сталь Кортен може бути пофарбована будь-якою фарбою, призначеною для антикорозійної обробки сталі. Дослідження показали, що довговічність алкидного лакофарбового покриття на сталі Кортен в 1,5-2 рази більше ніж на вуглецевій сталі. 

### Прискорене патинування сталі Cor-Ten
У разі необхідності скорочення терміну утворення патини сталь Кортен може бути піддана процесу прискореного окислення, який здійснюється в кілька етапів:
1. Знежирення.
2. Видалення оксидного шару.
3. Нанесення активатора окислення.
4. Нанесення фіксуючої змивки.

Процес прискореного патинування Кортен дозволяє отримати бажаний відтінок сталі протягом всього декількох днів.

### Зварювання сталі Cor-Ten
Для зварювання сталі Кортен можуть бути застосовані всі звичайні методи: дугове зварювання металевим електродом, що плавиться або флюсовим електродом, дугове зварювання під флюсом, зварювання MIG / MAG і контактне зварювання.
Для забезпечення стійкості зварного шву до атмосферних впливів він повинен містити той же сплав металу, що й основний метал.
Найбільш часто використовувані сплави наплавленого металу містять нікель і мідь. Нелегований наплавлений метал може використовуватися в тому випадку, коли зварний шов має форму канавки або заокруглення і при використанні дугового зварювання під флюсом процес дифузії забезпечує високе легування зварювального матеріалу основним металом.

### Болтові з’єднання
Болтові з’єднання атмосферостійких сталей повинні бути досить щільними, щоб запобігти щелевій корозії всередині стику і корозії матеріалів, що з’єднуються. Відстань між болтами вздовж краю стику не повинна бути більше 14-ти товщини самого тонкого з’єднуваного елемента і не перевищувати 20 см. Відстань між болтом і кромкою стику не повинна бути більше 8-ми товщини самого тонкого з’єднуваного елемента і не перевищувати 15 см.
Як матеріал болта рекомендується використовувати сталь Cor-Ten X, так як її корозійна стійкість дорівнює стійкості до корозії з’єднуваних сталей, а колір патинованих болтів буде ідентичний основному матеріалу.

## Вироби з сталі кортен
Відмінна корозійна стійкість і висока довговічність сталі Кортен зробили її застосування популярним в багатьох сферах – суднобудування, мостобудування, виробництво морських контейнерів, труб, цистерн та ін.
- Несні конструкцій (каркаси)

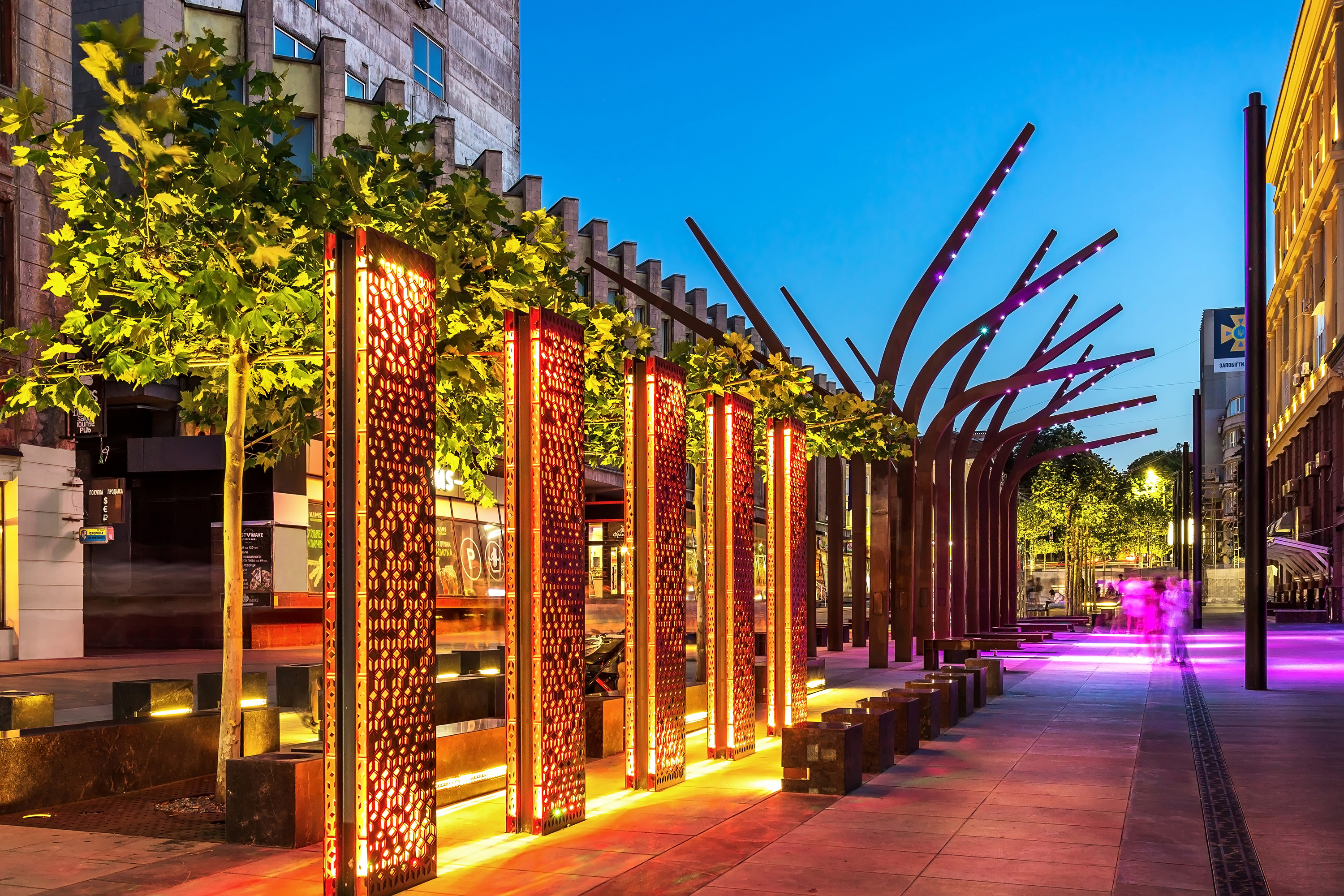
Елементи міської архітектури зі сталі Cor-Ten виробництва Ruukki-SSAB на вулиці Короленка у місті Дніпро.

- Фасадні облицювання у вигляді касет і ламелей, а також плоских або профільованих листів
- Мости
- Елементи ландшафтної архітектури
- Скульптури
- Сендвіч-панелі[3]
- Вивіски
- Елементи інтер'єру